# 옌량구

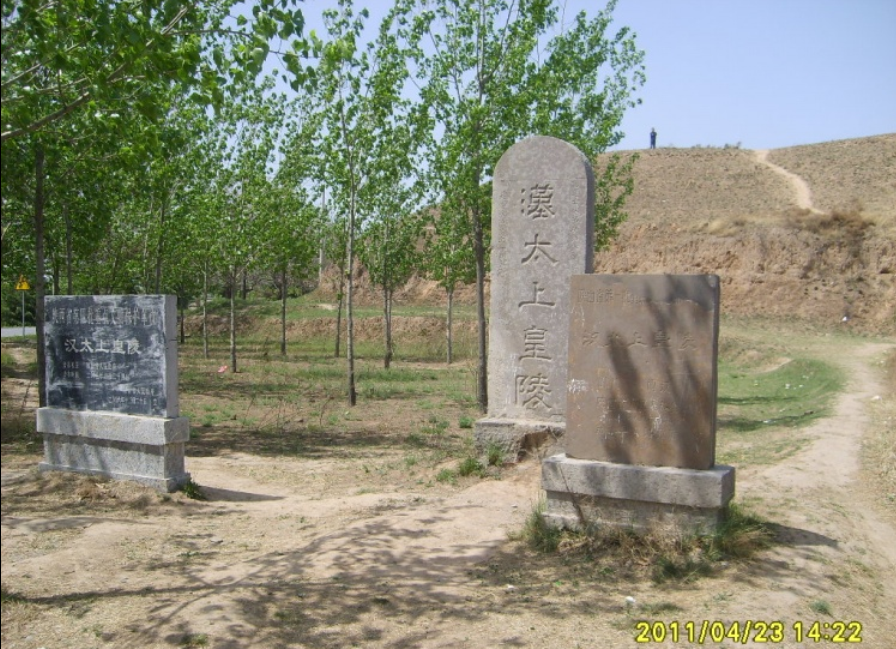

옌량구(한국어: 염량구, 중국어: 阎良区, 병음: Yánliáng Qū)는 중화인민공화국 산시성 시안시의 현급 행정구역이다. 넓이는 240km2이고, 인구는 2007년 기준으로 250,000명이다.

## 행정 구역
7개 가도를 관할한다.
- 가도: 凤凰路街道, 新华路街道, 振兴街道, 新兴街道, 北屯街道.武屯街道,关山街道,